# Яна Пеханова
Яна Пеханова (чеськ. Jana Pechanová, 3 березня 1981) — чеська плавчиня.
Учасниця Олімпійських Ігор 2004, 2008, 2012, 2016 років.
Призерка Чемпіонату світу з водних видів спорту 2003 року.
Призерка Чемпіонату Європи з водних видів спорту 2000, 2006 років.
Призерка Чемпіонату Європи з плавання на короткій воді 2000 року.
Призерка літньої Універсіади 1999, 2001 років.